# Glaphyronyx kenyensis
Glaphyronyx kenyensis är en skalbaggsart som beskrevs av Gilbert John Arrow 1941. Glaphyronyx kenyensis ingår i släktet Glaphyronyx och familjen Cetoniidae. Inga underarter finns listade i Catalogue of Life.